# Los tres Juanes de la sierra Norte
Los tres Juanes de la sierra Norte es el apelativo con el que se refiere al grupo formado por Juan Nepomuceno Méndez, Juan Crisóstomo Bonilla, y Juan Francisco Lucas. Los tres fueron destacados líderes liberales de la sierra Norte de Puebla que vivieron, combatieron y compartieron un mismo contexto ideológico, histórico y geográfico de la historia de México. Se les llamó de esa manera por llevar todos el mismo nombre.

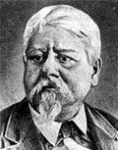
El general liberal Juan N. Méndez era llamado El Padre de los 3 Juanes de Sierra Norte

Los tres participaron en la heroica batalla de Puebla del 5 de mayo, al frente del 6.º. Batallón de la Sierra Norte. En 1863, en el sitio de Puebla, el General Miguel Negrete, nombra a Juan N. Méndez general de Brigada, a Juan C.Bonilla como general adjunto y a Juan F. Lucas lo ascienden a teniente coronel del “Batallón de Cazadores de la Montaña”.
Existe toda una mitología y tradición oral en torno a ellos y a los hechos históricos en los que participaron. En 1865, los tres Juanes encabezaron la resistencia contra los franceses y la legión austro-húngara, que bajo el mando del conde Franz von Thun und Hohenstein invadieron la Sierra Norte de Puebla. Tras aguerridas batallas los invasores ocuparon las principales poblaciones de la región.
En octubre de ese año, los tres Juanes derrotaron a 800 soldados austriacos en la comunidad de Zontecomapan perteneciente a Tetela de Ocampo, a los que emboscaron en la barranca de la misma comunidad, finalmente las guerrillas de Tetela de Ocampo y Xochiapulco, expulsaron de la sierra a los invasores. Su participación en la batalla del 2 de abril de 1867, fue decisiva para el triunfo de la República. En 1876 se adhirieron al Plan de Tuxtepec que encabezaba Porfirio Díaz.
En Tetela de Ocampo existe un monumento en su honor y se conservan las casas que habitaron.
- Datos: Q5981241